# Carrefour
Carrefour é uma rede internacional de hipermercados fundada na França em 1959.
Em 2024, o grupo detinha aproximadamente 14 000 unidades em 40 países – diretamente em nove – e empregava 319 565 funcionários. O volume de negócios em 2021 foi de €81 bilhões, distribuídos do seguinte modo: 47,5% na França, 28,8% no resto da Europa, 20,4% na América Latina e 3,3% na Ásia.
Em 2022, a empresa ocupou a 119ª posição entre as 500 maiores empresas do mundo, da Fortune.

## França

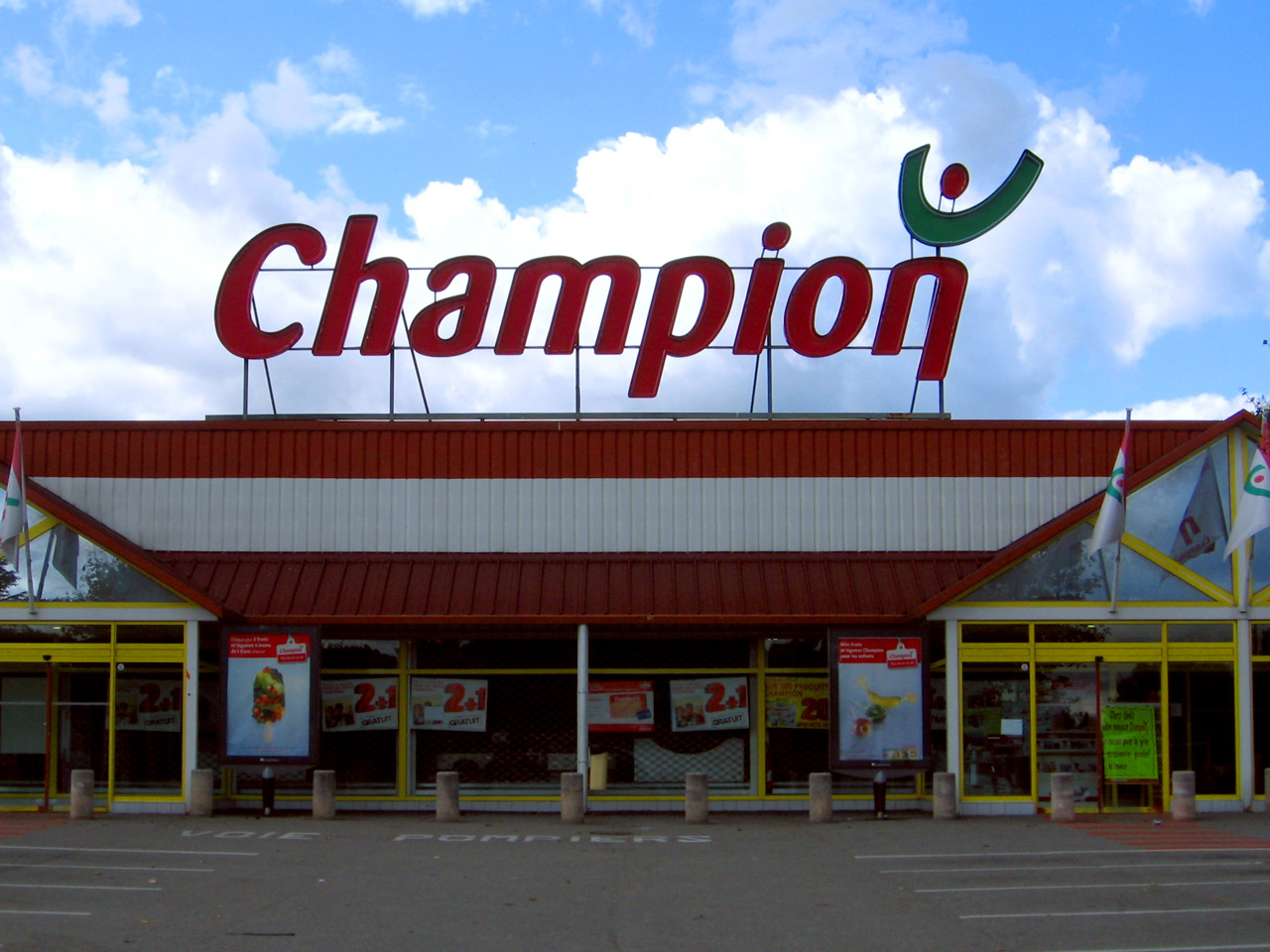
Supermercado Champion na França

Na França e seus territórios, a rede Carrefour opera 5 799 lojas. Integram-na: Carrefour hipermercados, Carrefour Market, Carrefour City, Carrefour Contact, Carrefour Express, Bio C'Bon, Promocash e Supeco. A marca também atua no comércio eletrônico.

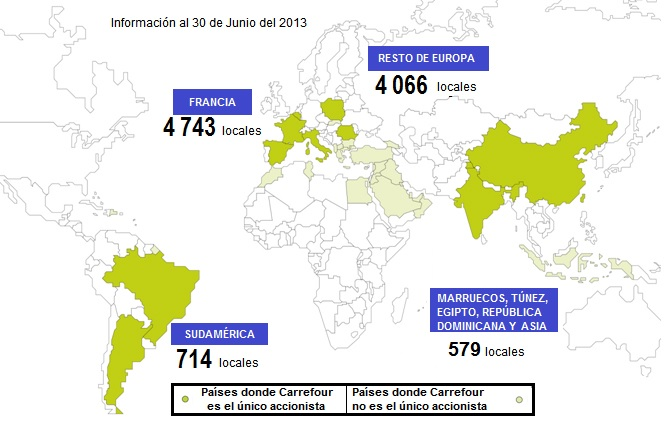
Carrefour ao redor do mundo (desde 2013)

Em 1999, adquiriu a rede Promodès (à época responsável pelas marcas Dia, Shopi, Continent, 8 à Huit, Champion, Codec, Prodirest e Promocash) e investiu ainda nos hipermercados Continente. Com o tempo, a rede Promodès e suas marcas adotaram a bandeira Carrefour ou foram vendidas.

## Portugal

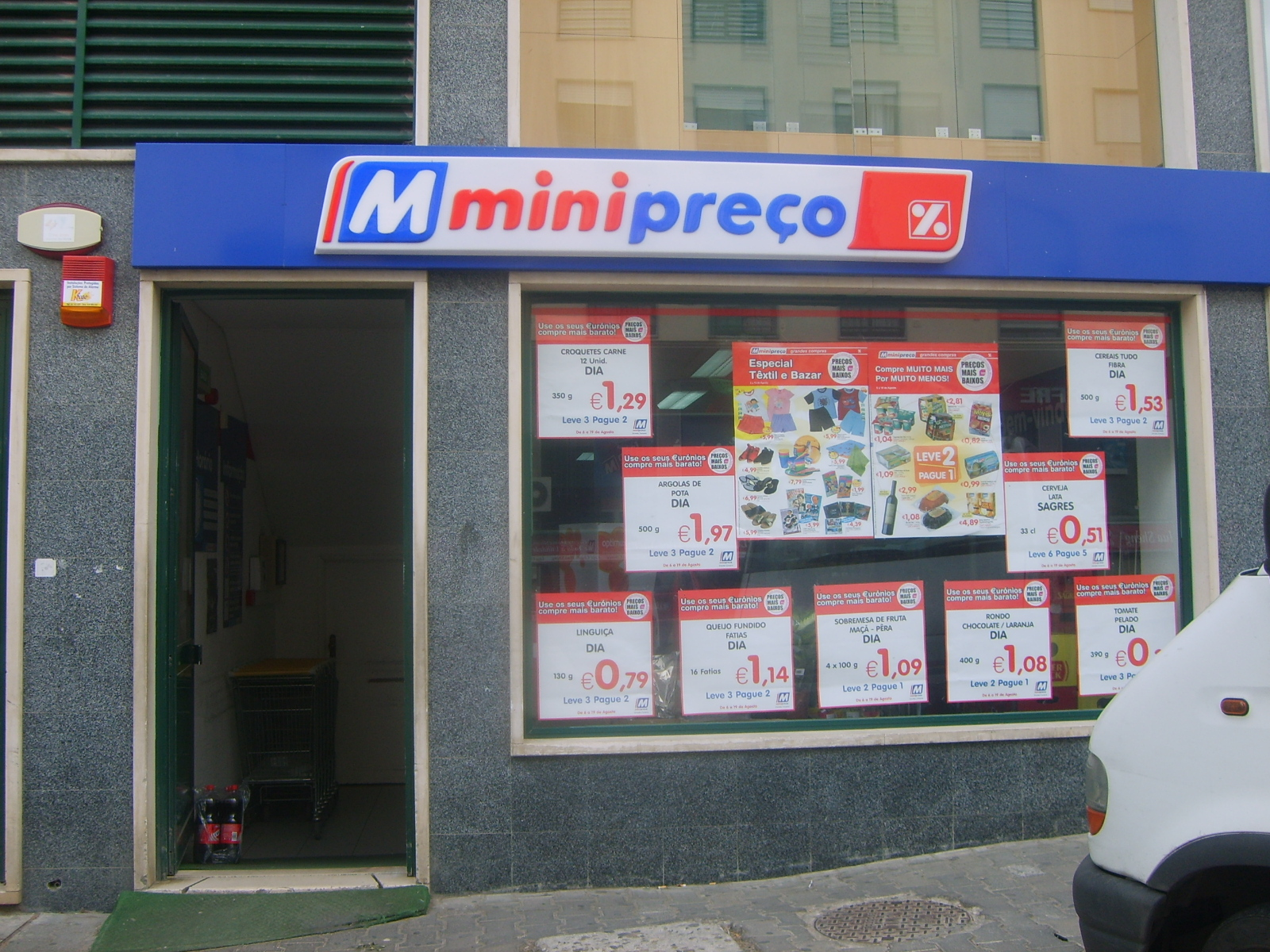
Loja na Lourinhã

Em Portugal, o grupo contava com 12 lojas e mais 9 postos de combustível adjacentes nas cidades de Aveiro, Braga, Coimbra, Loures, Montijo, Oeiras, Portimão, Paços de Ferreira, Telheiras, Vila Nova de Gaia, Torres Novas e Viseu.
Todas as lojas fecharam em 2008, todavia os negócios do Carrefour permanecem até 2012, através da rede de supermercados Minipreço, que pertencem ao Grupo Dia de Espanha, que por sua vez o Carrefour era até essa data o maior acionista.

## Brasil
No Brasil, foi considerada a segunda maior empresa varejista do país, segundo ranking do IBEVAR em 2012. Em 2022, foi considerada a maior empresa do varejo alimentício, a maior empresa de varejo do Brasil (IBEVAR) e a maior empregadora privada do Brasil.

### Hipermercados

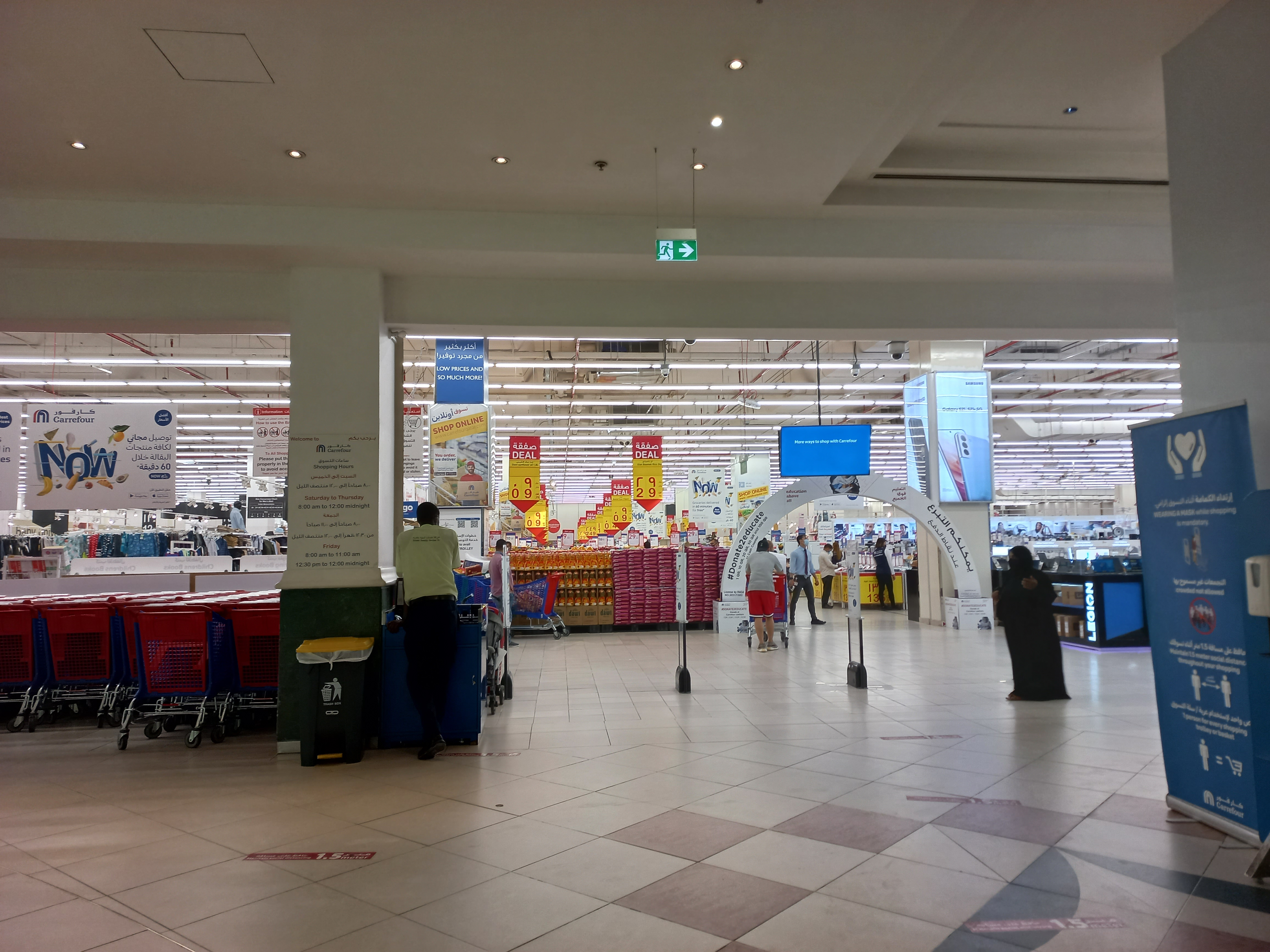
Filial em Brasília, DF

O Brasil foi o destino escolhido para a primeira loja Carrefour do continente americano. Com o lançamento de novas lojas e aquisição de redes regionais como Planaltão, Roncetti, Mineirão, Rainha, Dallas, Big, Eldorado, Continente e Atacadão. A rede expandiu-se tornando o Carrefour uma das maiores empresas varejistas do país. A disputa pela liderança no setor varejista é acirrada, todavia, quando da aquisição da rede Atacadão, chegou-se a anunciar a tomada da liderança por parte do grupo Carrefour. Seus maiores concorrentes são o GPA e a Cencosud, que entrou na briga com a aquisição das redes GBarbosa, Mercantil Rodrigues, Perini, Bretas e Prezunic.

### Supermercados
No Brasil, a Rede Champion virou Carrefour Bairro. São lojas reduzidas dos hipermercados Carrefour. A bandeira Carrefour Bairro está presente somente no país.
Em 7 de setembro de 2016, a rede Champion volta ao varejo com as unidades Carrefour sendo Champion novamente e com nova identidade visual.

### Comércio eletrônico
A empresa interrompeu suas operações de vendas pelo comércio eletrônico no dia 7 de dezembro de 2012, com a justificativa de reestruturação do grupo no Brasil. No dia 26 de julho de 2016 (após 4 anos inativo), a empresa retorna com a venda comércio eletrônico, com início para apenas a região sudeste do Brasil.
Atualmente a empresa vende produtos não alimentares, como eletrônicos, eletrodomésticos, móveis e outros itens duráveis através de seu site oficial com entrega para todo o Brasil.

### Rede no Brasil

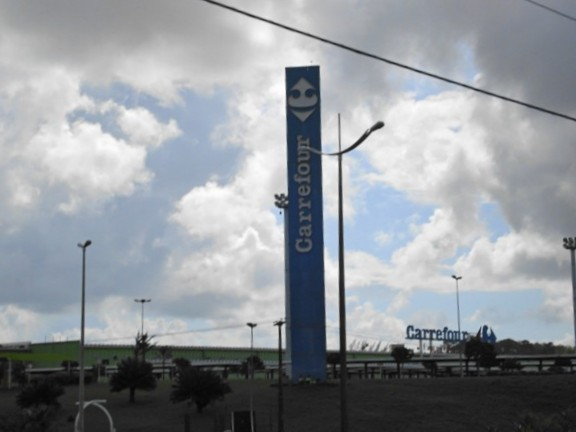
Filial em Natal, RN.

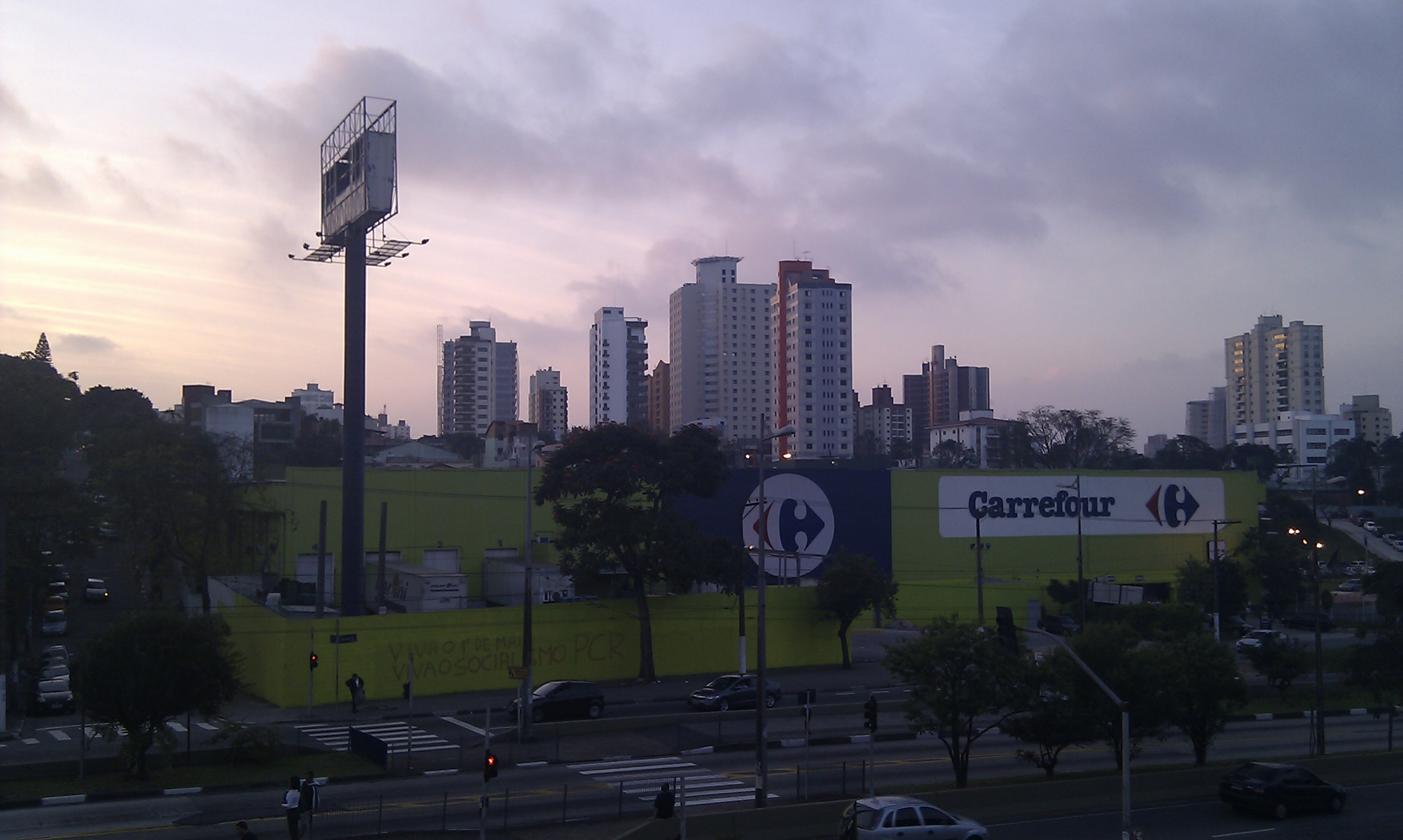
Filial em Santo André, SP.

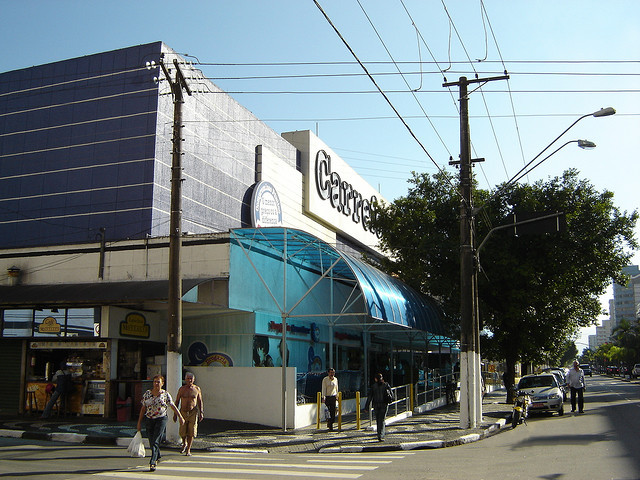
Filial em Santos, SP.

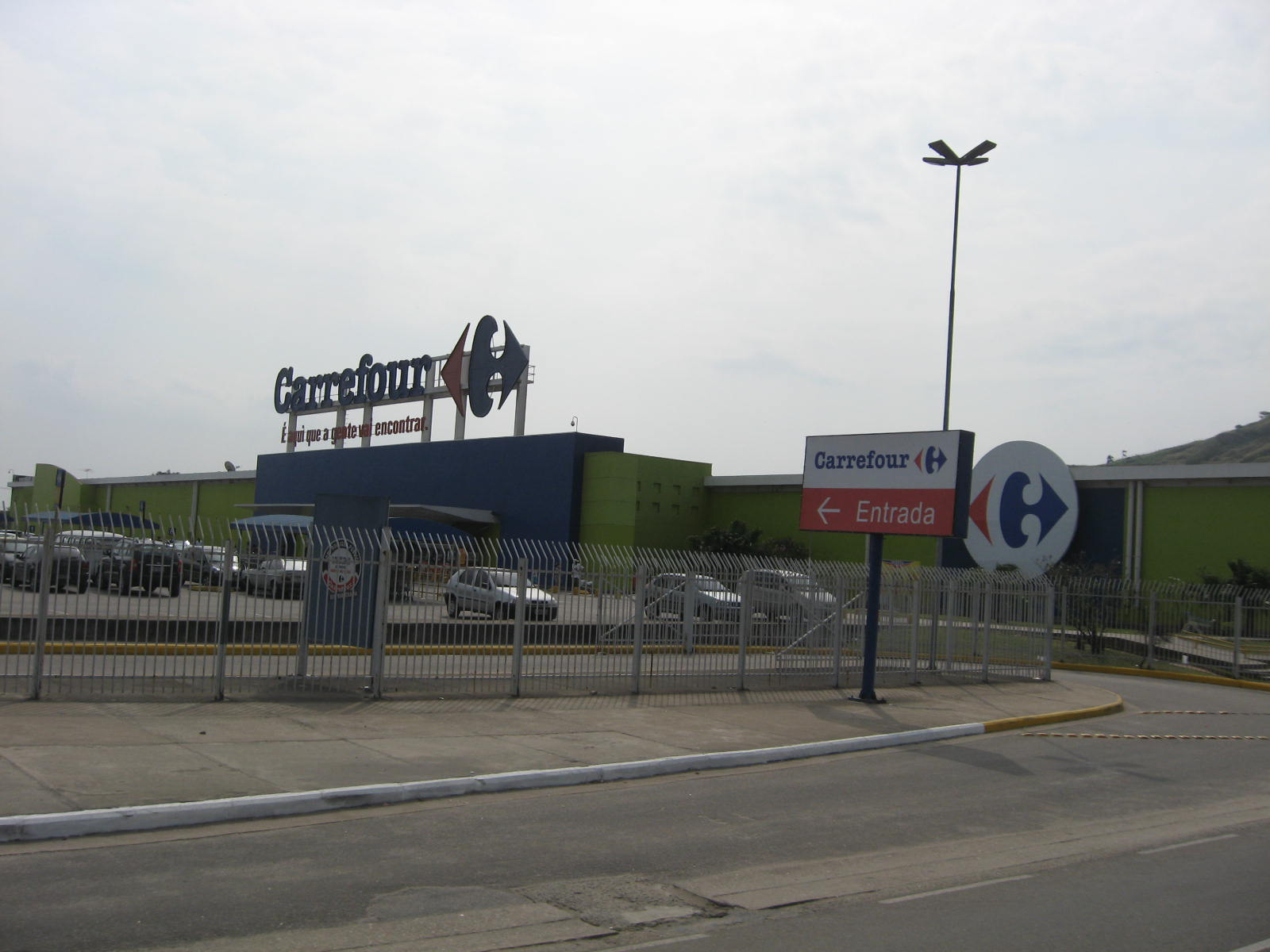
Antiga filial em Niterói, RJ.

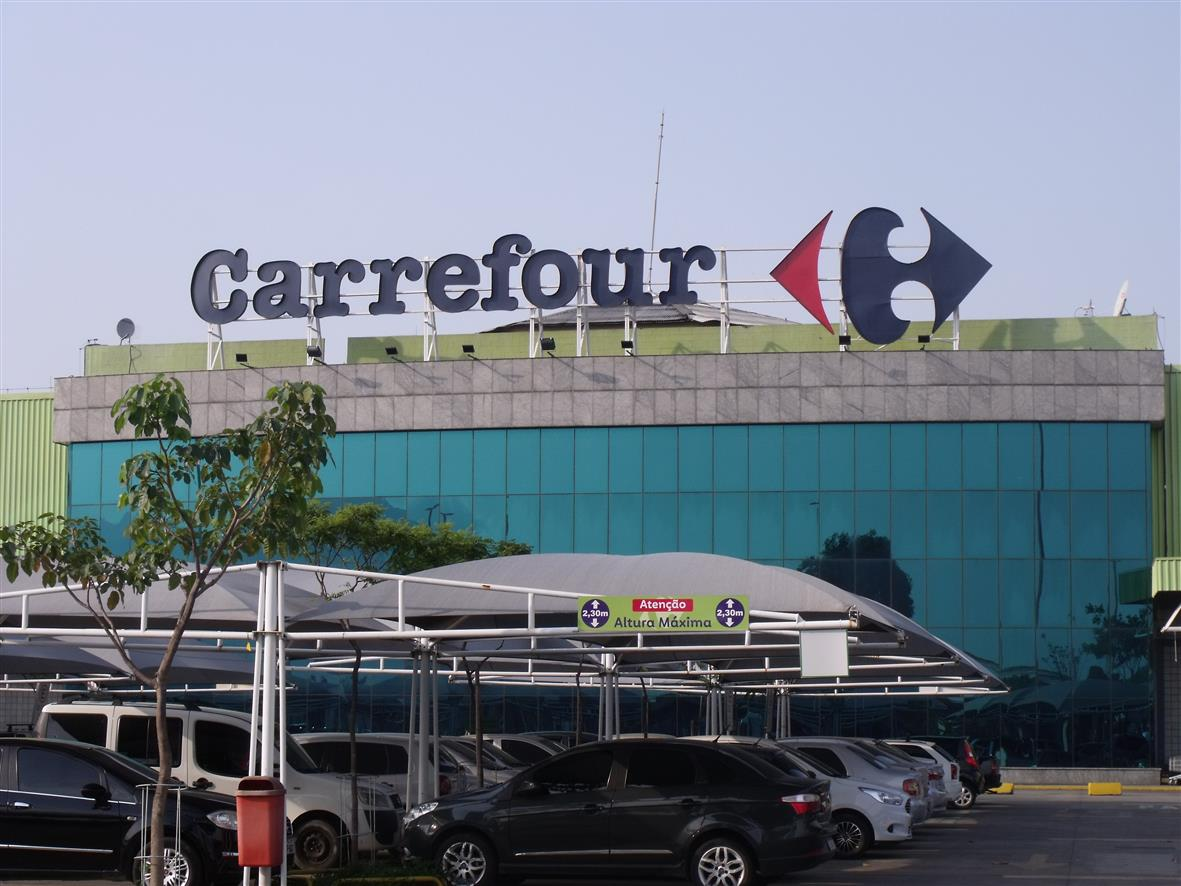
Antiga filial em Belford Roxo, RJ.

O Grupo Carrefour Brasil opera aproximadamente 500 lojas com a bandeira Carrefour, e mais de 1 203 lojas em todos os estados do Brasil e o Distrito Federal.

### Ameaça de fechamento do Carrefour Brasil
Por volta de abril de 2007, o presidente mundial do Carrefour - José Luis Duran - ameaçou fechar a subsidiária brasileira e todas as suas lojas num prazo máximo de dois anos. O motivo era que o Carrefour Brasil enfrentou vários problemas para crescer, enquanto que os concorrentes cresciam rapidamente. Com a compra da rede Atacadão, a ameaça de fechamento foi deixada de lado, já que com a compra da rede, o Carrefour Brasil passou novamente a ser "número um" em vendas no varejo de hipermercados no Brasil, passando a frente dos concorrentes. Em 2008, manteve a liderança entre as redes de supermercados no Brasil, com faturamento de 22,47 bilhões de reais.

### Mortes, violência, preconceito e assédio
A partir de 2007 a rede sofreu pelo menos quatro processos contra violência, racismo e homofobia, além da execução de um homem, por humilhação pública contra empregados e violência infantil.
Em um dos casos um homem negro dono de uma EcoSport foi confundido com um ladrão, levado por seguranças terceirizados para dentro da rede e torturado física e psiquicamente por mais de 15 minutos, além de ouvir ofensas referentes à sua cor negra. A rede afastou o segurança e descredenciou a empresa terceirizada de segurança.
Outro caso de espancamento seguido de morte ocorreu na loja do Supermercado Dia e Noite, subsidiária do grupo Carrefour em São Carlos. O furto de dois pães de queijo, algumas coxinhas e creme para cabelo, cometido pelo pedreiro Ademir Peraro, à época com 43 anos, motivou o seu espancamento pelo supervisor da loja e um segurança. Após o fim de tortura a vítima foi trancada no banheiro até o fechamento da loja, quando foi jogado na rua. Socorrido por familiares, foi levado ao hospital; antes de vir a óbito, o pedreiro conseguiu relatar a tortura a que foi submetido. O processo mais oneroso para o Carrefour até o momento foi na quantia de R$50.000, seguido por outro de R$44.640.
Em 31 de janeiro de 2011, a filial de Santo André virou notícia após um cão vira-lata ser espancado por funcionários e clientes do supermercado Atacadão.
Em 2 de julho de 2015, a filial de Vila Velha virou notícia após um gato ser espancado por funcionários do Atacadão, o caso foi denunciado às autoridades, e o Carrefour emitiu nota repudiando ao caso.
Em fevereiro de 2017, um funcionário da rede de Goiânia, atirou em três clientes, um deles morreu, e outros dois foram feridos, o funcionário foi preso, e o Carrefour emitiu nota repudiando ao caso.
Em 14 de junho de 2017, após realizar visita a duas filiais do Carrefour na cidade de Xuzhou, na China, a empresa de consultoria Ya Dong descobriu que o hipermercado continuava a comercializar carne de cachorro mesmo após ter se comprometido, em 2012, a deixar de obter lucros a partir da crueldade da indústria de carne de cachorro.
No dia 20 de outubro de 2018, Um cliente negro e deficiente foi agredido por funcionários da rede em Osasco, após abrir uma lata de cerveja dentro da loja e dizer que pagaria por ela. A empresa tomou conhecimento do caso, os funcionários foram demitidos.
Em 17 de setembro de 2018, imagens revelaram que o matadouro municipal de Boischaut, na França, responsável por fornecer carne para o Carrefour, estava matando os animais de forma extremamente cruel: cortando-os ainda vivos. O escândalo de maus-tratos repercutiu em todo o mundo e levou ao fechamento do matadouro.
Em dezembro de 2018, a filial em Osasco virou notícia após um cão vira-latas morrer assassinado por um dos seguranças do estabelecimento. O homem recebera ordens superiores para retirar o animal da loja, e para isso teria oferecido mortadela envenenada, além de espancá-lo com uma barra de alumínio, resultando na morte do cachorro. Diante da repercussão a níveis nacional e internacional, o Carrefour emitiu comunicado oficial sobre o ocorrido em suas redes. Após a abertura de inquérito pela Polícia Civil de São Paulo, o funcionário responsável pelo assassinato foi declarado réu e respondeu em liberdade por crime de abuso e maus-tratos a animais. A filial foi multada em R$ 1 milhão pelo ocorrido.
Em 5 de janeiro de 2019, a filial do Rio de Janeiro virou notícia após 15 gatos serem mortos por envenenamento por funcionários do supermercado. A empresa tomou conhecimento do caso, e realizou um censo para determinar os animais que residiam em suas unidades para que pudesse resgatá-los e encaminhá-los para abrigos.
No dia 10 de janeiro de 2019, a filial da França virou notícia após vender carne de zebra, o Carrefour disse que parou de vender a carne.
Em 11 de fevereiro de 2019, um idoso foi expulso da rede em Anápolis após ser confundido com um morador de rua, o Carrefour emitiu nota repudiando ao caso.
Em outubro de 2020, um dos fornecedores morreu de infarto em um dos super mercados no Recife. Seu corpo foi coberto por um guarda sol e o estabelecimento continuou funcionando. O Carrefour disse que prestou assistência, e a polícia, na época, disse não ter garantia se ia abrir um inquérito.
No dia 19 de novembro de 2020, um dia antes do Dia da Consciência Negra, João Alberto Silveira Freitas, um homem negro de quarenta anos, foi assassinado pelos seguranças Magno Braz Borges e Giovane Gaspar da Silva, policial militar de folga, numa loja de Porto Alegre. Após uma suposta discussão com uma funcionária, os dois seguranças conduziram Freitas até o estacionamento da unidade, o espancaram e o asfixiaram até a morte, mesmo que Freitas tivesse avisado que lhe faltava ar. Ambos foram presos preventivamente acusados por homicídio qualificado.
Em 3 de agosto de 2021, um cão vira-lata foi baleado com arma indígena do estabelecimento do Atacadão por um funcionário do Atacadão em Mato Grosso do Sul. Mais tarde, o funcionário foi indiciado pelo crime de maus tratos aos animais.
Em 4 de maio de 2021, um canal de água foi manchado por óleo por um funcionário do Carrefour em Santos. A empresa foi multada em R$ 12.555.000 pelo ocorrido.
Em outubro de 2021, repercutiu nas redes sociais um vídeo que um dos clientes gravou onde um dos funcionários do Carrefour é humilhado pela gestora em Mato Grosso do Sul. Mais tarde, ela foi afastada do cargo.
Em 8 de maio de 2023, um casal acusado de furto em Salvador foi agredido por seguranças da rede. A empresa tomou conhecimento do caso, encerrou o contrato com a empresa de segurança e denunciou as agressões à Polícia Civil de Itapuã.
No dia 9 de maio de 2023, moradores do Cabula manifestaram seu descontentamento com obras do Grupo Carrefour que causaram estragos em casas e condomínios de Salvador.

### Slogans
- 1995-1998; 2001-2004: Sempre o menor preço.
- 1998-2001: Tudo bem!
- 2004-2010: É lá que a gente vai encontrar.
- 2010-2012: Bons momentos, começam aqui.
- 2012-2016: Faz a conta. Faz Carrefour.
- 2016-2019: Faz na sua, faz Carrefour.
- 2019-atual: Todos merecem o melhor.

### Aquisição
A Península, empresa de investimentos do empresário Abilio Diniz, anunciou em dezembro de 2014, a compra de 10% das operações da unidade brasileira do Carrefour por 525 milhões de euros (R$ 1,8 bilhão).

### Negociações
Em abril de 2015, Abílio revelou que estava em negociações para obter 5,07% de participação no Carrefour e tem o apoio dos acionistas para tomar um assento no conselho. Atualmente compõe o conselho do grupo.

### Bolsa de Valores
O Carrefour é uma das empresas listadas na Bolsa de Valores do Brasil (B3) sob a forma de 2.103.645.270 de ações.
Sendo que, o Carrefour France é o maior controlador das empresas do Grupo Carrefour, com 67,6% de controle sobre o grupo.

### Boicote[54]
No dia 20 de novembro o CEO global do Carrefour, Alexandre Bompard, publicou em suas redes sociais, um comunicado no qual dizia que a empresa "assume hoje o compromisso de não comercializar nenhuma carne proveniente do Mercosul", bloco formado por Brasil, Argentina, Paraguai e Uruguai.
Tal comunicado irritou as empresas frigoríferas brasileiras que interromperam o fornecimento de carne as empresas do grupo no Brasil.

## Logotipo e significado

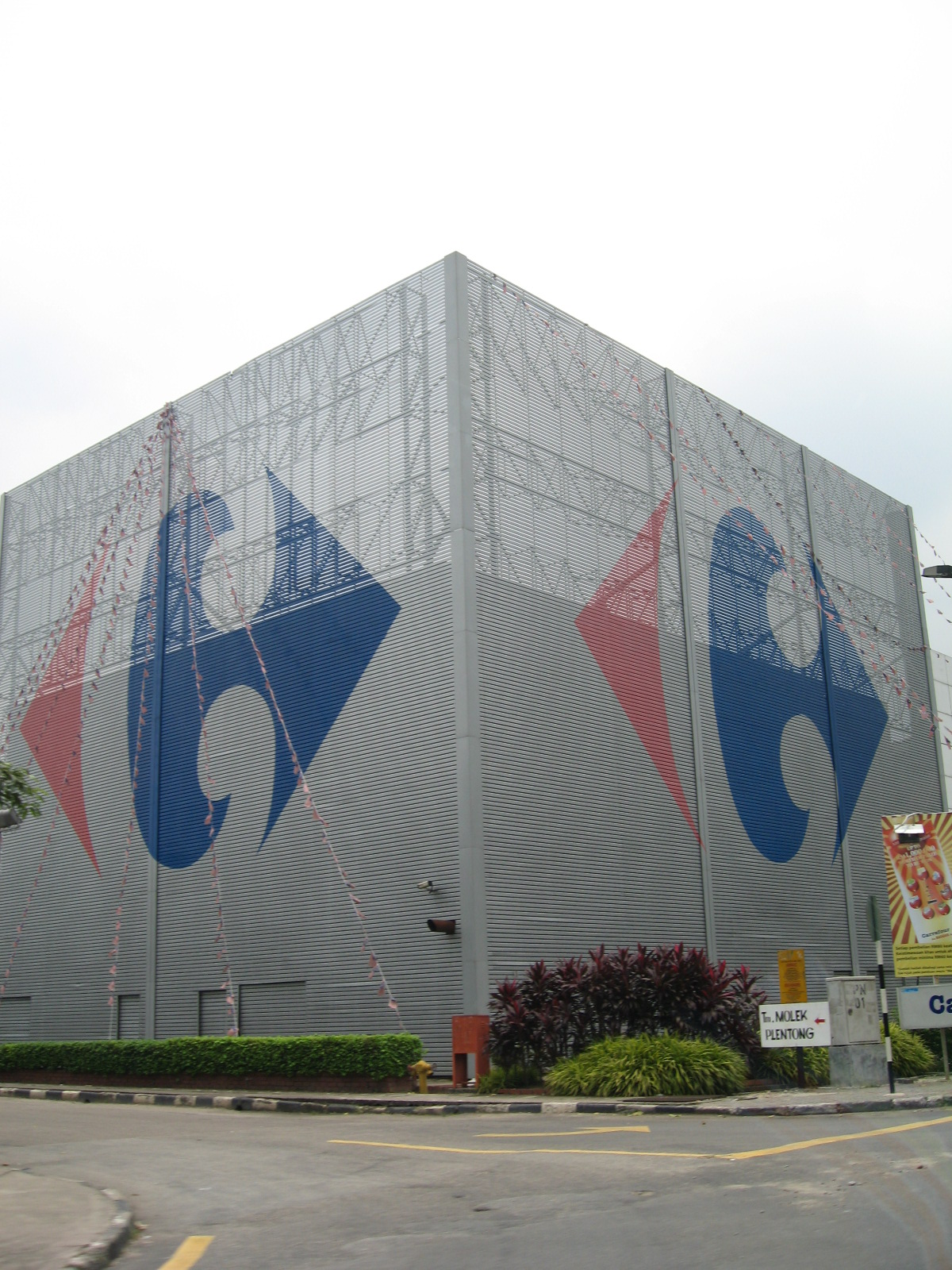
Logotipo do Carrefour

Há uma grande especulação, no histórico popular, do real significado do logótipo da empresa. O logótipo apresenta, em negativo, uma letra "C", que é sobreposta por duas setas, uma vermelha, a menor e à esquerda, e outra azul, maior e à direita. O significado do logótipo remete à palavra que dá nome à empresa: "carrefour", que significa cruzamento em francês, o que explica a existência das duas setas apontadas em sentidos opostos. As letras e as setas possuem as mesmas cores que a bandeira da França, o país de origem da marca. Quando ao significado do nome cruzamento, em francês, refere-se a inauguração da primeira loja do grupo, na cidade de Annecy, justamente no cruzamento de duas avenidas.

## Bandeiras do grupo Carrefour
- Hipermercados: Carrefour, Carrefour Plataforma, Carrefour Planet.
- Supermercados: Carrefour Bairro, Champion (Carrefour Market), Champion Mapinomovaoe, Globi, GB Supermercados, GS, Norte, Gima, Artima.
- Supermercados de desconto: Ed, Minipreço.
- Lojas de conveniência: Carrefour Express, 5 horas, 8 a HuiT, Marche Plus, Proxi, Sherpa, Dìperdì, Smile Market, Ok!, Contact GB, GB Express, Shopi.
- Atacado e Cash & Carry: Atacadão, Promocash, Docks Market, Gross IPer.
- Drogaria Carrefour